# ABHD4
ABHD4 (англ. Abhydrolase domain containing 4) – білок, який кодується однойменним геном, розташованим у людей на 14-й хромосомі. Довжина поліпептидного ланцюга білка становить 342 амінокислот, а молекулярна маса — 38 794.
| 10         |  | 20         |  | 30         |  | 40         |  | 50         |
| ---------- |  | ---------- |  | ---------- |  | ---------- |  | ---------- |
| MADDLEQQSQ |  | GWLSSWLPTW |  | RPTSMSQLKN |  | VEARILQCLQ |  | NKFLARYVSL |
| PNQNKIWTVT |  | VSPEQNDRTP |  | LVMVHGFGGG |  | VGLWILNMDS |  | LSARRTLHTF |
| DLLGFGRSSR |  | PAFPRDPEGA |  | EDEFVTSIET |  | WRETMGIPSM |  | ILLGHSLGGF |
| LATSYSIKYP |  | DRVKHLILVD |  | PWGFPLRPTN |  | PSEIRAPPAW |  | VKAVASVLGR |
| SNPLAVLRVA |  | GPWGPGLVQR |  | FRPDFKRKFA |  | DFFEDDTISE |  | YIYHCNAQNP |
| SGETAFKAMM |  | ESFGWARRPM |  | LERIHLIRKD |  | VPITMIYGSD |  | TWIDTSTGKK |
| VKMQRPDSYV |  | RDMEIKGASH |  | HVYADQPHIF |  | NAVVEEICDS |  | VD         |

A: Аланін

C: Цистеїн

D: Аспарагінова кислота

E: Глутамінова кислота

F: Фенілаланін

G: Гліцин

H: Гістидин

I: Ізолейцин

K: Лізин

L: Лейцин

M: Метіонін

N: Аспарагін

P: Пролін

Q: Глутамін

R: Аргінін

S: Серин

T: Треонін

V: Валін

W: Триптофан

Кодований геном білок за функцією належить до гідролаз. 
Задіяний у таких біологічних процесах, як метаболізм ліпідів, деградація ліпідів, альтернативний сплайсинг. 